# Tryonia rowlandsi
Tryonia rowlandsi är en snäckart som beskrevs av Robert Hershler 1989. Tryonia rowlandsi ingår i släktet Tryonia och familjen tusensnäckor. Inga underarter finns listade i Catalogue of Life.